# Ligne Meikō
La ligne Meikō (名港線, Meikō-sen) est une ligne du métro de Nagoya au Japon. Elle relie la station de Kanayama à celle de  Nagoyakō. Longue de 6,0 km, elle dessert le sud-ouest de Nagoya et le port de Nagoya en passant par les arrondissements de Naka, Atsuta et Minato. Officiellement, la ligne Meikō est la partie sud de la ligne 2. Sur les cartes, la ligne Meikō est identifiée avec la lettre E et sa couleur est violette avec un liseré blanc.

## Histoire
Le tronçon entre Kanayama et Nagoyakō a été ouvert le 29 mars 1971 en tant que prolongement de la ligne 2. En 2004, la boucle de la ligne Meijō est achevée. Le tronçon entre Kanayama et Nagoyakō devient alors la ligne Meikō.

## Caractéristiques

### Ligne
- Écartement : 1 435 mm
- Alimentation : 600 V par troisième rail
- Vitesse maximale : 65 km/h

### Stations

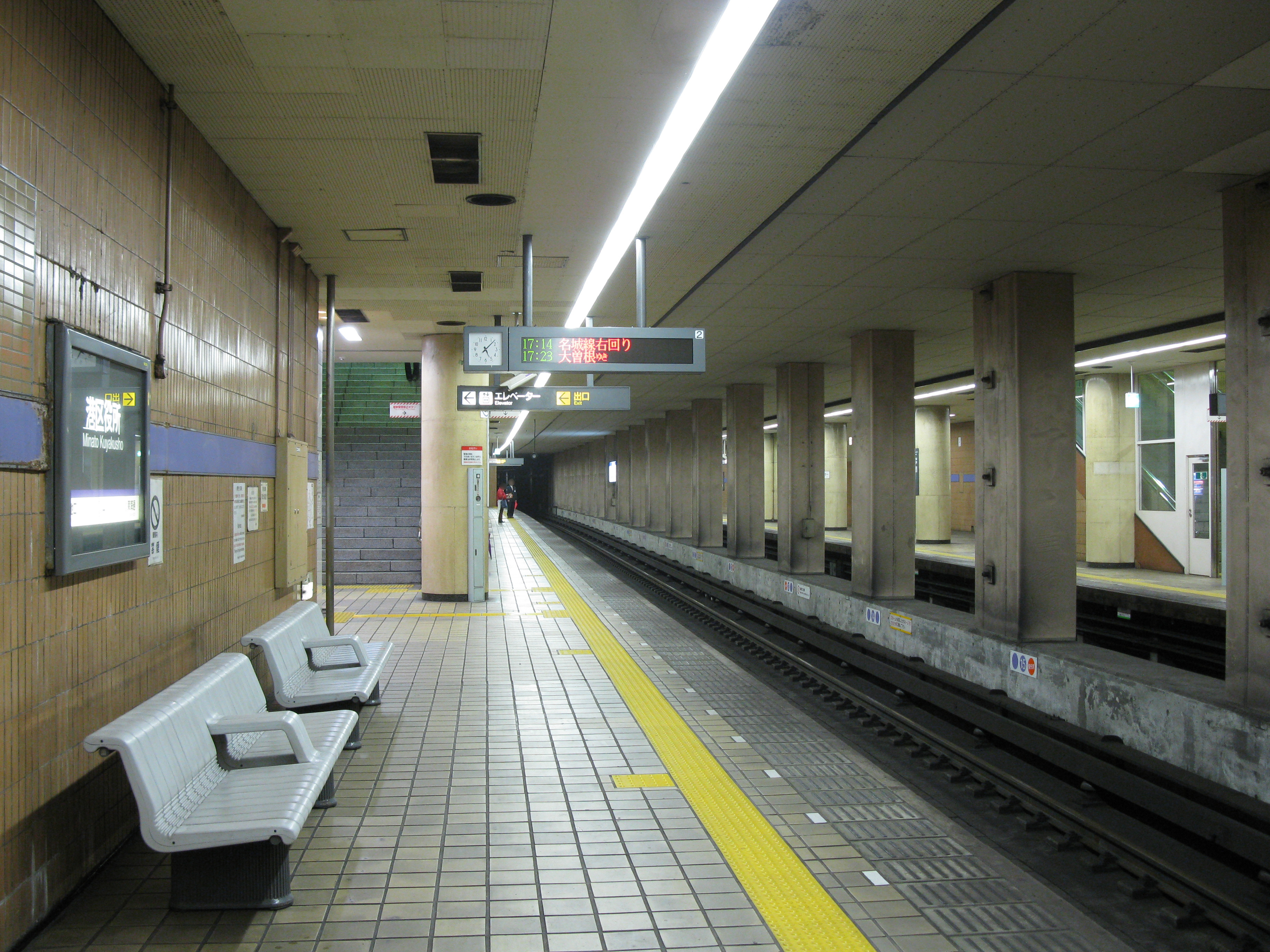
La station Minato Kuyakusho

La ligne Meikō comporte 7 stations, identifiées de E01 à E07.
| Numéro | Station                   | Nom japonais | Distance (km) | Correspondances                                                      | Arrondissement |
| ------ | ------------------------- | ------------ | ------------- | -------------------------------------------------------------------- | -------------- |
| E01    | Kanayama                  | 金山         | 0             | JR Central : Chūō, Tōkaidō Meitetsu : Nagoya Métro de Nagoya : Meijō | Naka           |
| E02    | Hibino                    | 日比野       | 1,5           |                                                                      | Atsuta         |
| E03    | Rokuban-chō               | 六番町       | 2,6           |                                                                      | Atsuta         |
| E04    | Tōkai-dōri                | 東海通       | 3,8           |                                                                      | Minato         |
| E05    | Minato Kuyakusho          | 港区役所     | 4,6           |                                                                      | Minato         |
| E06    | Tsukiji-guchi             | 築地口       | 5,4           |                                                                      | Minato         |
| E07    | Nagoyakō (port de Nagoya) | 名古屋港     | 6,0           |                                                                      | Minato         |

## Matériel roulant
La ligne est parcourue par des rames série 2000 à 6 voitures depuis 1989.